# بن وآرا (فلم)
بن وآرا (بالإنجليزية: Ben & Ara)، هُو فيلم رومانسي أمريكي كاميروني صدر سنة 2015 وأخرجه Nnegest Likké.

## وصلات خارجية
- مقالات تستعمل روابط فنية بلا صلة مع ويكي بيانات